# Love Is Your Name
Love Is Your Name é uma canção do cantor norte-americano e vocalista da banda Aerosmith, Steven Tyler. Foi lançado como primeiro single de seu primeiro álbum solo de estúdio, We're All Somebody from Somewhere, no dia 13 de maio de 2015. Foi escrita por Eric Paslay e Lindsey Lee e gravada no Blackbird Studios em Nashville, Tennessee. A banda de apoio chama-se Loving Mary e o produtor foi Dann Huff. O álbum ainda não tem nome e data de lançamento definidos, mas Tyler anunciou que, assim como essa música, o trabalho será voltado para o Country.

## História
Steven Tyler se mudou para Nashville em janeiro de 2015 com a intenção de gravar um álbum solo Country. Desde então ele tem trabalhado com outros compositores na criação de novo material. Love Is Your Name, originalmente escrita para a banda de apoio de Tyler, Loving Mary, foi a primeira a ser completa. No começo de abril, o vocalista do Aerosmith anunciou, oficialmente, seu primeiro álbum de estúdio solo. Ele assinou com a Dot Records, subsidiada pela Big Machine Label Group, maior gravadora Country do mundo. No dia 29 daquele mesmo mês, ele revelou o nome oficial do single.
O cantor disse, em entrevistas, que as influências deste novo trabalho vêm de artistas que ele costumava ouvir quando criança, tais quais The Everly Brothers, Patsy Cline, The Lovin' Spoonful e Dan Hicks, enfatizando o seu lado Country e Folk. A canção contém auto-harpa, banjo e violino e foi comparada com o som de Mumford & Sons.

### Lançamento
No dia 13 de maio, Love Is Your Name foi oficialmente lançada em 120 rádios americanas, no iTunes e no Spotify. Promovendo o single, Tyler foi entrevistado no Bobby Bones Show, no This Morning e no Entertainment Tonight. No mesmo dia, ele compareceu ao episódio final da 14ª temporada do American Idol e fez a primeira apresentação ao vivo da música. Steven também cantou "Piece of My Heart" com uma das finalistas, Jax.

## Crítica
A Billboard deu três estrelas e meia, de cinco (3.5/5), para Love Is Your Name. Segundo o crítico Steven J. Horowitz, "a entrada em território Country poderia ter sido um fracasso, mas o gritante cantor de 67 anos tem um grande peso acima dos banjos".

## Clipe
O videoclipe da música foi lançado no dia 3 de julho no programa matutino Good Morning America. Dirigido por Trey Fanjoy, atingiu mais de 4 milhões de visualizações no YouTube em menos de uma semana. A  história representada gira em torno de uma moça que carrega os lenços do microfone de Steven Tyler até ele, enquanto vocalista se encontra em uma festa hippie.

## Venda e desempenho nas paradas
A música vendeu mais de 25 mil cópias em sua primeira semana de lançamento. Inicialmente, ela alcançou a terceira posição na lista Country do iTunes, subindo para a primeira depois do lançamento do videoclipe. Ocupou a primeira posição também no iTunes australiano. Na lista geral, chegou à 14ª. Na Billboard Country Airplay ficou em 19ª e, no Mediabase, em 45ª. Love Is Your Name foi a canção mais adicionada às rádios do gênero Country em sua primeira semana.
| Parada            | Posição |
| ----------------- | ------- |
| iTunes Country    | #1      |
| iTunes Austrália  | #1      |
| iTunes (geral)    | #14     |
| Hot Country Songs | #19     |
| Country Airplay   | #33     |
| Mediabase         | #45     |
| Canadian Hot 100  | #54     |
| Billboard Hot 100 | #75     |